# Campeonato Paulista de Futebol - Segunda Divisão
O Campeonato Paulista - Segunda Divisão é uma competição futebolística brasileira equivalente ao quinto escalão de São Paulo, organizada pela Federação Paulista de Futebol (FPF).

## História
Inicialmente denominada "Terceira Divisão", a primeira edição do torneio ocorreu em 1978, com o Cruzeiro sendo declarado o campeão após uma vitória pelo placar de 2–1, em cima da Saltense. Na edição seguinte, o Bragantino sagrou-se campeão em cima do Jalesense. Entre 1980 até 1993, a competição não foi disputada. Retornou em 1994, com o nome de "Série B2"; com o Orlândia sagrando-se campeão. Em 1996, foi renomeada para "Série B1-B", e em 2000 para "Série B2". Em 2005 a competição deixou de ser disputada, tendo retornado em 2024 sob a alcunha de "Segunda Divisão".
No ano de 2020, a FPF anunciou a volta da competição, com ela sendo disputada a partir de 2021; porém, foi abortada devido à pandemia de COVID-19. Dois anos depois, em 2023, foi novamente anunciada a volta da competição, onde passaria a ser denominada de "Segunda Divisão", com as 20 equipes rebaixadas do quarto escalão de 2023 disputando a partir de 2024.

## Campeões
O primeiro campeão da competição foi o Cruzeiro. Logo em seguida: Bragantino, Orlândia, São Joaquim, Valinhos, Oeste, Guapira, Flamengo, ECO, Primavera, ECUS, Jalesense e Taboão da Serra.

### Títulos por equipe
| Clube               | Títulos  | Cidade               |
| ------------------- | -------- | -------------------- |
| Red Bull Bragantino | 1 (1979) | Bragança Paulista    |
| Cruzeiro-SP         | 1 (1978) | Cruzeiro             |
| Flamengo-SP         | 1 (1999) | Guarulhos            |
| Guapira             | 1 (1998) | São Paulo            |
| Jalesense           | 1 (2003) | Jales                |
| Oeste               | 1 (1997) | Barueri              |
| Orlândia            | 1 (1994) | Orlândia             |
| EC Osasco           | 1 (2000) | Osasco               |
| Paulista            | 1 (2024) | Jundiaí              |
| Primavera           | 1 (2001) | Indaiatuba           |
| São Joaquim         | 1 (1995) | São Joaquim da Barra |
| Taboão da Serra     | 1 (2004) | Taboão da Serra      |
| EC União Suzano     | 1 (2002) | Suzano               |
| Valinhos            | 1 (1996) | Valinhos             |